# خوان دو جونگ
خوان دو جونگ (انگلیسی: Juan de Jongh؛ زادهٔ ۱۵ آوریل ۱۹۸۸) بازیکن راگبی ۱۵ نفره اهل آفریقای جنوبی است.
وی در مسابقات کشوری و بین‌المللی در مجموع برندهٔ ۱ مدال برنز شده‌است.